# Malaxis boninensis
Malaxis boninensis är en orkidéart som först beskrevs av Gen-Iti Koidzumi, och fick sitt nu gällande namn av Kunio Nakajima. Malaxis boninensis ingår i släktet knottblomstersläktet, och familjen orkidéer. Inga underarter finns listade i Catalogue of Life.